# Xyloryctes furcatus
Xyloryctes furcatus är en skalbaggsart som beskrevs av Hermann Burmeister 1847. Xyloryctes furcatus ingår i släktet Xyloryctes och familjen Dynastidae. Inga underarter finns listade i Catalogue of Life.